# Канале-ди-Верде
Канале-ди-Верде (фр. Canale-di-Verde, корс. Canale di Verde) — коммуна во Франции, находится в регионе Корсика. Департамент коммуны — Верхняя Корсика. Входит в состав кантона Кастаньичча. Округ коммуны — Корте.
Код INSEE коммуны — 2B057.

## Население
Население коммуны на 2008 год составляло 334 человека.
| 1962 | 1968 | 1975 | 1982 | 1990 | 1999 | 2008 |
| ---- | ---- | ---- | ---- | ---- | ---- | ---- |
| 215  | 215  | 330  | 356  | 275  | 335  | 334  |

## Экономика
В 2007 году среди 226 человек в трудоспособном возрасте (15—64 лет) 137 были экономически активными, 89 — неактивными (показатель активности — 60,6 %, в 1999 году было 52,5 %). Из 137 активных работали 106 человек (71 мужчина и 35 женщин), безработных было 31 (14 мужчин и 17 женщин). Среди 89 неактивных 25 человек были учениками или студентами, 19 — пенсионерами, 45 были неактивными по другим причинам.